# Learning English Lesson One
Albums de Die Toten Hosen
Auf dem Kreuzzug ins Glück
(1990) Kauf MICH!
(1993)
Learning English Lesson One est le septième album studio du groupe punk allemand Die Toten Hosen et leur premier album chanté uniquement en anglais. Il a été enregistré à Londres, New York, Rio de Janeiro et Cologne sous la direction du producteur  Jon Caffery, et est sorti le 11 novembre 1991.
L'album est principalement composé de reprises de chansons de groupes punks britanniques et américains de la fin des années 1970. L'une des particularités de l'album est que, pour chacune des chansons reprises, au moins un membre du groupe repris a été invité à jouer avec Die Toten Hosen.